# 岸川靖
岸川 靖（きしかわ おさむ、1957年 - ）は、日本の編集者・ライター。
東京生まれ。高校在学中よりライター活動を始め、大学在学中に「ファンタスティックコレクションウルトラセブン」を企画・構成。雑誌「幻影城」編集を皮切りに執筆をはじめ、アニメ、海外ドラマ、特撮映画等の著書多数。

## 著書
- 最新プラモ作り全百科 岸川靖 著 小学館 1982 (コロタン文庫 ; 81)
- プラモ改造大作戦 岸川靖 著 小学館 1983 (コロタン文庫 ; 95)
- 超時空要塞マクロス全百科 岸川靖 構成 小学館 1983 (コロタン文庫 ; 90)
- 謎の地下迷宮 : 名探偵ホームズ 岸川靖 文,早田光茂 絵 学習研究社 1986 (シミュレーションゲームブックス)
- 魔城の秘宝 : 怪盗ルパン 岸川靖 文,室里蘭人 絵 学習研究社 1986 (シミュレーションゲームブックス)
- 機動戦士ガンダムΖΖエルピー計画 山岡有子, 岸川靖 編 徳間書店 1987 (アニメージュ文庫)
- ラインハルトとヤン : 「銀河英雄伝説-わが征くは星の大海」より 岸川靖 編 徳間書店 1988 (アニメージュ文庫)
- ラビくんがんばる : メモリーinグランゾート きしかわおさむ 編 徳間書店 1990 (アニメージュ文庫)
- ガメラ全記録 : 大怪獣空中決戦 岸川靖 編 徳間書店 1995
- スタートレック「パラマウント社公認」オフィシャルデータベース 岸川靖 著 ぶんか社 1998
- スタートレックメカニクス 岸川靖 著 ぶんか社 1999 (オフィシャルガイド ; 4)
- さくや妖怪伝 光益公映, 岸川靖 著,原口智生 原案 講談社 2000 (マガジン・ノベルス・スペシャル)
- 新世紀アメリカドラマガイド (海外TVドラマ・マニアックスVol.2) 岸川靖 編著 (洋泉社MOOK 別冊映画秘宝) 2008
- 英国テレビの大逆襲 (海外TVドラマ・マニアックスVol.3) 岸川靖 編著 (洋泉社MOOK 別冊映画秘宝) 2008
- 空想科学画報 : SF detail,the pictorial magazine v.1 (原子力潜水艦シービュー号・海底軍艦轟天号) 岸川靖 企画・構成・執筆 大日本絵画 2008
- 空想科学画報 vol.2 (原子力潜水艦シービュー号part 2 USSエンタープライズ ジュピター2号) 岸川靖 企画・構成・執筆　大日本絵画 2009
- 昭和プラモ名鑑 岸川靖 編著 大日本絵画 2009
- 最新版 スター・トレック ビギンズ (海外TVドラマ・マニアックスVol.4)岸川靖 編著(洋泉社MOOK 別冊映画秘宝) 2009
- 機動戦士ガンダムΖΖエルピー計画 山岡有子, 岸川靖 編 徳間書店 2009 (アニメージュ文庫)
- ラインハルトとヤン : 銀河英雄伝説-わが征くは星の大海-より 岸川靖 編 徳間書店 2009 (アニメージュ文庫)
- 空想科学画報 vol.3 (特集:ロボット&パラボラ兵器) 岸川靖 企画・構成・執筆 大日本絵画 2010
- 大宇宙映画超読本 = The Mysterious Space Movie Guide Book : 『エイリアン』『プロメテウス』驚異の世界 別冊映画秘宝編集部, 岸川靖 編 洋泉社 2012 (洋泉社MOOK. 別冊映画秘宝)
- ナチス映画電撃読本 = Nazi Movies A Go-GO 別冊映画秘宝編集部, 高橋ヨシキ, 岸川靖 編 洋泉社 2012 (洋泉社MOOK. 別冊映画秘宝)
- シャーロック・ホームズ映像読本 岸川靖 編 洋泉社 2012 (洋泉社MOOK. 別冊映画秘宝)
- 世界怪獣映画入門! (洋泉社MOOK 別冊映画秘宝) 岸川靖(編著), STUDIO28(編) 2013
- 怖いテレビ 岸川 靖 (編集), 別冊映画秘宝編集部 (編集)　(洋泉社MOOK 別冊映画秘宝) 2013/
- 昭和怪獣画報 : 梶田達二画集 梶田達二 著,岸川靖 編 洋泉社 2014
- タイムトラベル映像読本 岸川靖, 別冊映画秘宝編集部 編 洋泉社 2014 (洋泉社MOOK. 別冊映画秘宝)
- シャーロック・ホームズ映像読本 = THE COMPLETE OF SHERLOCK HOLMES TV & MOViE GUiDE 岸川靖 編 洋泉社 2014 (洋泉社MOOK. 別冊映画秘宝)
- 不思議TV 岸川靖 編 洋泉社 2015 (洋泉社MOOK. 別冊映画秘宝)

## 翻訳
- スタートレックヴォイジャー 1 (惑星管理者) L.A.グラフ 著,山口智子 訳,岸川靖 監修 角川書店 2000 (角川文庫)
- スタートレックヴォイジャー 2 (脱出) D.W.スミス, K.K.ラッシュ 著,山口智子 訳,岸川靖 監修 角川書店 2000 (角川文庫)
- スタートレックヴォイジャー 3 (最終戦争領域) N.アーチャー 著,山口智子 訳,岸川靖 監修 角川書店 2000 (角川文庫)
- スタートレックヴォイジャー 4 (複合違反) S.ライト 著,山口智子 訳,岸川靖 監修 角川書店 2000 (角川文庫)
- スタートレックディープ・スペース・ナイン 1 (選ばれし者) J.M.ディラード 著,丹羽正之 訳,岸川靖 監修 角川書店 2000 (角川文庫)
- スタートレックディープ・スペース・ナイン 2 (トリブルでトラブル) D.ケアリー 著,丹羽正之 訳,岸川靖 監修 角川書店 2000 (角川文庫)
- スタートレックディープ・スペース・ナイン 3 (潜入者) P.デイヴィッド 著,丹羽正之 訳,岸川靖 監修 角川書店 2000 (角川文庫)
- スタートレックディープ・スペース・ナイン 4 (血の福音) K.W.ジーター 著,丹羽正之 訳,岸川靖 監修 角川書店 2000 (角川文庫)
- スタートレックヴォイジャー 5 (フラッシュバック) D.ケアリー 著,山口智子 訳,岸川靖 監修 角川書店 2001 (角川文庫)
- スタートレックディープ・スペース・ナイン 5 (究極のゲーム) S.スコフィールド 著,丹羽正之 訳,岸川靖 監修 角川書店 2001 (角川文庫)
- スタートレック指揮官の条件 ウェス・ロバーツ, ビル・ロス 著,岸川靖 訳 ダイヤモンド社 2003